# IRREGULAR
「IRREGULAR」（イレギュラー）は、2016年6月1日に発売された郷ひろみ101作目のシングル。

## 解説
郷の101作目シングル。大黒摩季から歌詞提供を受けた本作は、初回限定生産盤に「IRREGULAR」MV＋メイキングを収録したDVDが付属。ジャケット写真の異なる通常盤CDも同日発売。

## 収録曲
1. IRREGULAR（4分03秒）
  - 作詞：大黒摩季
  - 作曲：Koshin
  - 編曲：真崎修
2. バックステージ（4分58秒）
  - 作詞・作曲・編曲：井上ヨシマサ
3. IRREGULAR 〜Instrumental〜
4. バックステージ 〜Instrumental〜